# Abilio de Alejandría
Abilio de Alejandría, también conocido como Sabelio, Milio o Melio, fue el tercer obispo de Alejandría de los años 83 a 95, durante el gobierno del emperador Domiciano.
Según nos narra Eusebio de Cesarea en su Historia eclesiástica, a la muerte de Aniano los obispos y presbíteros egipcios reunidos en Alejandría votaron unánimemente por Abilio, que era laico, por su reputada castidad y su fe en Cristo.
También existe una leyenda en la cual fue ordenado sacerdote por San Lucas, mientras que otra afirma que este le nombró obispo. 
Murió en Alejandría y fue sepultado en el templo de Bucalis, al lado de san Marcos el Evangelista. Es venerado como santo por las Iglesias católica y ortodoxa, celebrando su festividad el 22 de febrero y la Iglesia copta haciéndolo el 29 de marzo y 29 de agosto.